# Pristimantis zeuctotylus
Pristimantis zeuctotylus là một loài động vật lưỡng cư trong họ Strabomantidae, thuộc bộ Anura. Loài này được Lynch & Hoogmoed mô tả khoa học đầu tiên năm 1977.
Nó được tìm thấy ở Brasil, Colombia, Guyane thuộc Pháp, Guyana, Suriname, và Venezuela. Môi trường sống tự nhiên của nó là các khu rừng đất thấp ẩm nhiệt đới và cận nhiệt đới.